# ترک (شهرستان قره‌کولجه)
ترک (به لاتین: Terek) یک منطقهٔ مسکونی در قرقیزستان است که در شهرستان قره‌کولجه واقع شده‌است. ترک ۱٬۳۰۰ نفر جمعیت دارد و ۲٬۱۷۹ متر بالاتر از سطح دریا واقع شده‌است.